# 张逢雨
张逢雨（1934年5月—），男，江苏泰兴人，中华人民共和国政治人物，曾任江西省人民政府副省长，江西省人大常委会副主任，第六、八届全国人大代表。